# Tržačka Raštela
Tržačka Raštela je naseljeno mjesto u gradu Cazinu, Federacija Bosne i Hercegovine, BiH.
U blizini se nalazi granični prijelaz s Republikom Hrvatskom Tržačka Raštela - Kordunski Ljeskovac.

## Stanovništvo

### 1991.
Nacionalni sastav stanovništva 1991. godine, bio je sljedeći:
ukupno: 303
- Muslimani - 249
- Srbi - 38
- Hrvati - 2
- Jugoslaveni - 12
- ostali, neopredijeljeni i nepoznato - 2

### 2013.
Nacionalni sastav stanovništva 2013. godine, bio je sljedeći:
ukupno: 273
- Bošnjaci - 265
- Hrvati - 1
- Srbi - 1
- ostali, neopredijeljeni i nepoznato - 6